# تئانو
تئانو (به ایتالیایی: Teano) یک کومونه در ایتالیا است که در استان کسرتا واقع شده‌است.

## خصوصیات
تئانو ۸۸ کیلومترمربع مساحت و ۱۲٬۸۹۷ نفر جمعیت دارد و ۱۹۶ متر بالاتر از سطح دریا واقع شده‌است.